# Іржі Груша
Іржі Груша (псевдоніми Ярослав Кінцевий і Йозеф Балвін (чеськ. Jiří Gruša, 10 листопада 1938 року, Пардубиці — 28 жовтня 2011, Ганновер)) — чеський сучасний письменник, поет і дипломат.

## Життєпис
Іржі Груша народився 10 листопада 1938 року в місті Пардубиці, Чехія.
Закінчив філософський факультет Карлового університету в Празі, з 1962 року — доктор філософії. 
Писати почав в 1960-ті роки. Разом з іншими молодими чехословацькими авторами (Іржі Піштора, Ян Лопатка, Вацлав Гавел, Збинек Хейда) друкував свої твори у спільно організованому журналі «Обличчя» (Tvář). Після закриття цього журналу випускає власний — Sešity. У 1960-ті роки опублікував три поетичні збірки і в 1970-ті самвидавом, свій еротичний збірник віршів Благання до Янінки (Modlitba k Janince). Його перший роман Міннер, або гра в скунса (Mimner aneb Hra o smrďocha) під приводом порнографічного змісту був заборонений до видання. З приводу цього видання, в Чехословаччині було розпочато офіційне розслідування, і Груша більш не міг друкуватися на батьківщині.
В середині 1970-х роках поширював твори з самвидаву. Підписав політично-дисидентську Хартію 77. У 1978-му був заарештований у зв'язку з виходом в Канаді його роману Запитальник (Dotazník), в якому критикувався соціалістичний лад в Чехословаччині. Через два місяці Грушу випустили на свободу і в тому ж році він емігрував до Торонто. У 1980 році отримав американську літературну стипендію, переїхав в ФРН і оселився в Бонні. У 1981 році був позбавлений чехословацького громадянства. У 1983 році Іржі отримав громадянство ФРН. В той час створив підручник з читання для чеських шкіл в Австрії. З 1990 року, після перемоги «оксамитової революції» в Чехословаччині, призначений послом Чехословаччини в ФРН. З червня по листопад 1997 року — міністр освіти Чехії. У 1998 — 2004 рр.— посол Чехії в Австрії. У 2005 — 2009 рр. — директор віденської Дипломатичної академії. У 2004 — 2009 рр. — президент міжнародного ПЕН-клубу.

## Нагороди
- 1976 Премія Іржі Коларжа
- 1978 Премія Егона Хостовского
- 1996 премія А. Гріфіуса
- 1998 міжнародна премія Брюке
- 1998 премія інституту Гете
- 1997 Премія імені Адельберта фон Шамиссо
- 1999 Медаль Гете
- 2002 літературна премія Magnesia Litera
- срібний командорський хрест із зіркою Почесного знака заслуг землі Нижня Австрія
- почесний член ПЕН-клубу вигнаних письменників
- 2006 Великий Хрест за заслуги ФРН із зіркою

## Твори (вибране)
Вірші
- Torna (Барабанщик), Прага 1962
- Světlá lhůta (Світла хвилина), Прага 1964
- Cvičení mučení (Навчання-страждання), Прага 1969
- Babylonwald (вавилонський ліс), Gedichte, Stuttgart 1990
- Wandersteine (Мандрівні камені), Gedichte, Stuttgart 1994

Дитяча література
- Kudláskovy příhody (Пригоди Кудласека), Прага 1969

Романи
- Mimner, Прага 1972
- Modlitba k Janince (Благання до Янінке), Прага 1972
- Der 16. Fragebogen (Запитальник), Roman, Hamburg 1979
- Dr. Kokes, mistr Panny (Доктор Кокес, містер Панні), Toronto 1983
- Janinka, Roman, Köln 1984
- Franz Kafka aus Prag (Франц Кафка з Праги), Frankfurt 1983
- Mimner oder Das Tier der Trauer (Міммер або звір Суму), Köln 1986

Новели
- Dámský gambit (Дамський гамбіт), Prag 1974, Toronto 1978

Антології
- Hodina naděje (Час надії), Frankfurt 1978
- Verfemte Dichter. Anthologie verbotener tschechischer Autoren (відчужені поети. Антологія заборонених чеських авторів), Köln 1983

Розповіді
- Umělec v hladovení (Ein Hungerkünstler)
- První hoře (Erstes Leid)
- Starost hlavy rodiny (Die Sorge des Hausvaters)
- Obchodník (Der Kaufmann)
- Z deníku (Auszug aus dem Tagebüchern, 1921)
- Gebrauchsanweisung für Tschechien. München: Piper, 1999
- Das Gesicht - der Schriftsteller - der Fall. Literatur in Mitteleuropa. Dresdner Poetikdozentur. Dresden: Thelem Universitätsverlag, 1999
- Klub přátel poezie - Mladá Fronta, 1999.